# Église Notre-Dame-de-l'Assomption de Tintigny
Pour les articles homonymes, voir Notre-Dame-de-l'Assomption.
L'église Notre-Dame de l'Assomption est un édifice religieux catholique sis à Tintigny, dans la province de Luxembourg en Belgique. Une première église du XVIe siècle est restaurée en 1736. L'église est lieu de culte de la communauté catholique du village. 

## Description
L’église est décentrée par rapport au reste du village. Elle est accessible par un escalier, abritant un monument aux morts des deux guerres mondiales, à partir d'une petite place en contrebas. L’édifice, orienté vers l’est comme le veut la tradition chrétienne, se trouve au milieu d’un cimetière enclos. Des habitations se trouvent sur les côtés sud et est du cimetière. Le côté nord de l’église domine, quant à lui, le paysage en contrebas qui comprend la Semois suivie de prairies.
Plus que pour son architecture, l’église est notamment connue pour son mobilier baroque qui décore la nef et le sanctuaire, dont plusieurs pièces sont explicitement datées de 1733. Celui-ci constitue un des plus beaux ensembles de la province de Luxembourg.

## Histoire
On ne sait pas exactement à quand remonte l'érection de la paroisse de Tintigny mais on suppose que, de par sa situation à proximité de la grande voie romaine reliant Reims à Trèves, la communauté a dû être convertie assez tôt au christianisme. Il est cependant certain qu’elle existait déjà dans la deuxième moitié du IXe siècle. Son nom est, en effet, cité parmi les trente-cinq paroisses qui se rendaient en pèlerinage à Stenay, à partir de l’an 882, pour honorer saint Dagobert. Cependant, ce n’est qu’en 1097 que le nom de la paroisse apparait pour la première fois dans la Charte de fondation du prieuré de Sainte-Walburge de Chiny.
L’église fut érigée au sommet d’une butte surélevée, dominant la rive gauche de la Semois. Sa situation répondait ainsi aux idées religieuses de l’époque dans lesquelles il subsistait encore des traces des croyances de l’ancien culte gallo-romain, comme, par exemple, le fait de dresser les autels en hauteur.
Il existe plusieurs hypothèses quant à la construction de l’église. Toutes s’accordent à dire que le bâtiment a été construit en plusieurs étapes et a subi de grandes restaurations. Le problème est l’origine même de l’édifice et l’époque de sa construction. Certaines sources nous disent que la nef fut construite en 1602, adossée à une chapelle déjà existante, appelée la Chapelle des Seigneurs. La date est inscrite sur le mur intérieur de la chapelle au-dessus d’une baie vitrée qui la sépare du chœur.
Cependant, selon d’autres sources, l’église daterait du XVIe siècle. Cette hypothèse est la plus vraisemblable car il existe un document daté de 1570 qui parle de l’église. De plus, une clé de voûte de la nef porte l’inscription « Dieu voy tout » dont l’orthographe est une marque du XVIe siècle.

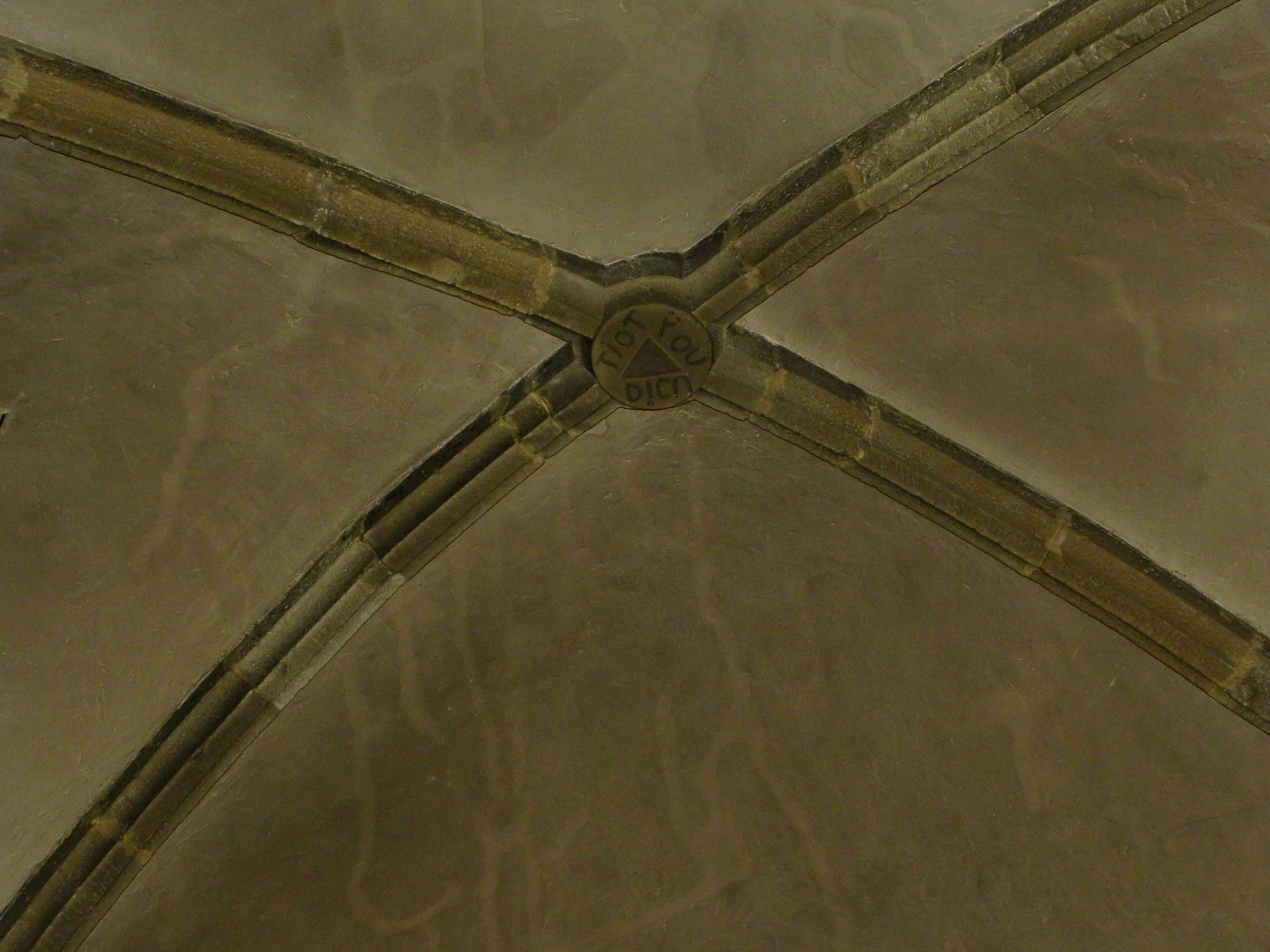
La clé de voûte de la nef

Si l’on suit cette hypothèse, ce serait alors la chapelle des Seigneurs qui aurait été construite en 1602 et juxtaposée à l’édifice existant déjà. Il est, en tous cas, certain que cette chapelle fut bâtie lorsque la paroisse était sous la seigneurie des familles de Barbanson et de Barbanson d’Ongnies qui régnaient, au début du XVIIe siècle, au château de Villemont. Cette chapelle, attenante au chœur, fut vraisemblablement construite à leurs frais et pour leur usage particulier.

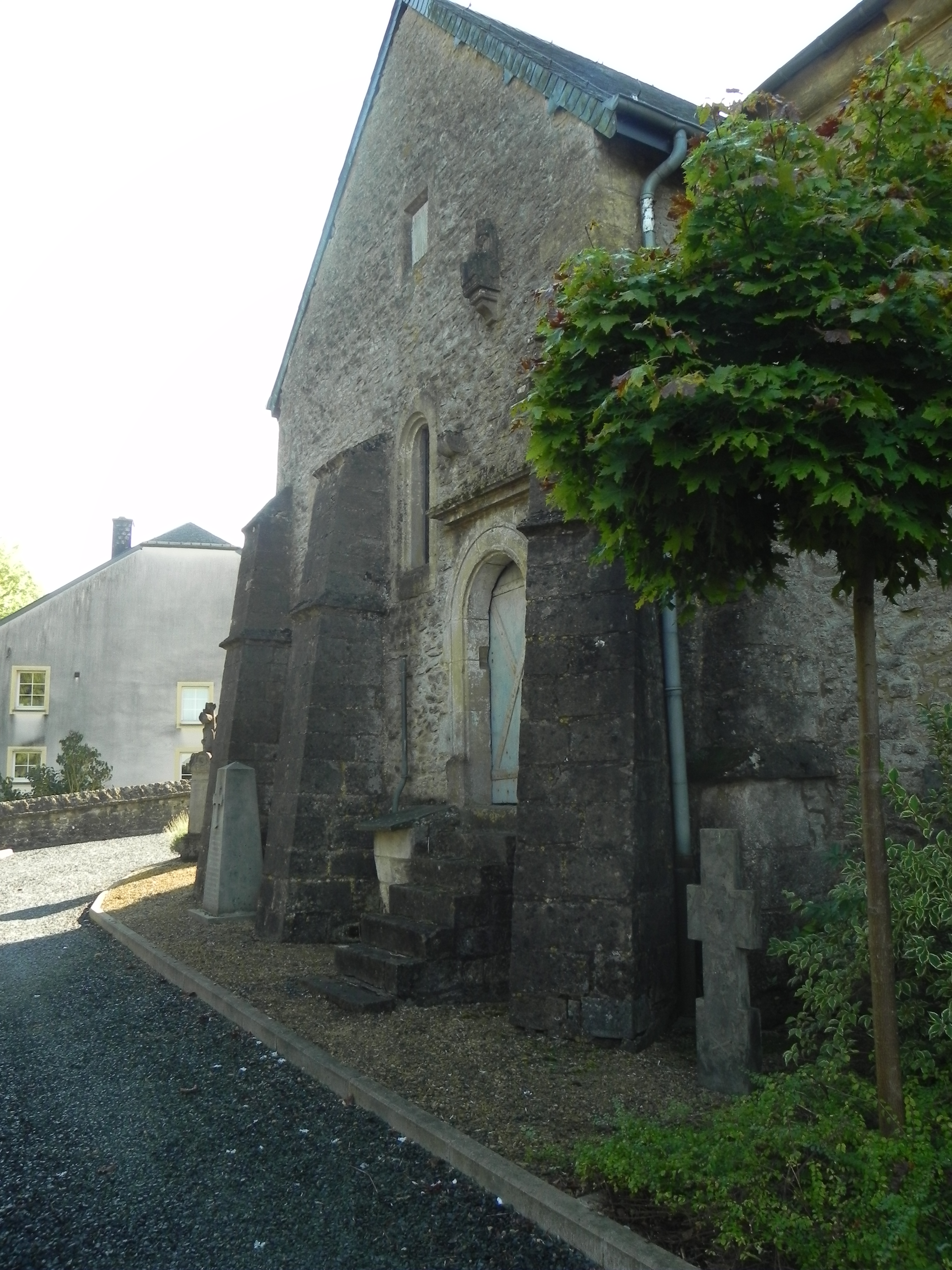
La chapelle des seigneurs

L’édifice subit ensuite une grande restauration en 1736. Une sacristie rectangulaire fut alors ajoutée au chevet de l’édifice. Le linteau millésimé de la porte extérieure atteste de cette date. Le 28 janvier 1763, un ouragan emporta le clocher et la partie Est de l’édifice. Pour des raisons financières, une grosse tour carrée, aux proportions différentes de l’ancien clocher, fut reconstruite à la même place. Mais ce nouveau clocher ne plut pas aux habitants de la paroisse. Plusieurs projets de rénovation de la tour furent alors proposés mais aucun ne fut exécuté. 
Ce fut finalement en 1895 que le projet de reconstruction de la tour fut mis en œuvre à cause du trop mauvais état de celle-ci. Une partie de la façade et les deux voûtes Ouest des collatéraux de l’église, de part et d’autre de l’entrée, furent détruites et la nef fut allongée. On érigea deux nouvelles chapelles dans les prolongements des bas-côtés. Certains moellons de l’ancienne tour furent utilisés pour la reconstruction de la tour mais ils furent retaillés pour avoir les mêmes dimensions que les nouveaux, ce qui explique le fait que l’appareil de la tour soit plus régulier que le reste du bâtiment. Les pierres furent jointoyées grâce à un mortier hydraulique et du ciment. De gros blocs de petit granit renforcent les chaines d’angle de la tour.
Les lambris actuels qui ornent les murs intérieurs de l’église furent placés au début du XXe siècle avec les anciens confessionnaux. À cette époque, on plaça aussi un nouveau pavement sur l’ancien. Le niveau du sol s’éleva de quelques centimètres ce qui eut pour conséquence la condamnation d’un degré de l’escalier du chœur, ramenant de trois à deux le nombre de marches. En 1910 eut lieu l’agrandissement du jubé. De nouvelles colonnes en fonte et des poutrelles en fer furent placées pour le supporter. L’ancien plancher fut aussi remplacé par un nouveau en chêne.
Les vitraux furent endommagés après les deux guerres mondiales et durent être remplacés. L’entreprise Vosch de Bruxelles fut appelée pour ce travail. Les vitraux les plus anciens aujourd’hui datent d’entre 1923 et 1925, les autres datent d’après 1946. La toiture fut restaurée en 1978 et une charpente métallique fut posée à la place de l’ancienne.
Aujourd’hui, l’église est en grande partie bien conservée, notamment grâce à toutes les restaurations qui y ont été effectuées.

## Architecture

### Plan et volumétrie générale
Le plan de l’église Notre-Dame de l’Assomption est assez simple. L’édifice est orienté et se compose d’une nef à trois vaisseaux et cinq travées régulières délimitées par quatre colonnes toscanes. Il n’y a pas de transept. Dans le prolongement de la nef se trouve un chœur à chevet plat. La séparation entre les deux parties est marquée par un escalier à trois niveaux, ce qui, en plus de la fonction symbolique, permet aussi aux fidèles de mieux suivre la cérémonie.
Le chœur est flanqué, à gauche, de la Chapelle des Seigneurs qui, à l’origine, ne communiquait pas avec le reste de l’édifice.  Dans le prolongement du chœur, se trouve une sacristie dont les dimensions sont plus réduites que celui-ci. 

### Élévation extérieure
Il n’existe pas beaucoup de renseignements sur l’apparence initiale de l’église. Le bâtiment, construit en pierres calcaires de la région, était sûrement recouvert de chaux. Le clocher, engagé dans la nef, ressemblait probablement à celui de l’église de Vance, avec des murs épais et un plan carré qui superposait plusieurs étages. On suppose qu’il était construit en bois et recouvert d’ardoises. 
Les murs de la nef ont sensiblement la même composition, tous deux étant scandés par cinq fenêtres cintrées alternant avec cinq contreforts de type roman. L’appareil des murs est irrégulier et fait de pierres taillées grossièrement tandis que celui des contreforts est plus régulier.  Du côté Sud, le mur de l’abside, en retrait du mur de la nef, est aussi ponctué par deux contreforts du même style et ouvert par deux baies cintrées plus grandes que celles de la nef. 
Dans le prolongement se trouve la sacristie qui possède un appareil plus régulier. Ses deux côtés (Nord et Sud) ne possèdent aucun élément architectural à part une corniche en quart-de-rond sous la toiture. Seule une porte rectangulaire en bois placée au milieu de la façade permet d’accéder à l’intérieur. 
Sur le flanc Nord, la Chapelle des Seigneurs est soutenue par trois contreforts imposants. Le mur latéral Est est ajourné par deux fenêtres étroites protégées par des barreaux. Sur la façade principale, deux autres fenêtres cintrées s’intercalent avec deux contreforts. Un escalier en pierre à six degrés placé sur la droite de la façade donne accès à une porte cintrée en chêne. Un larmier et deux corbeaux qui soutenaient peut-être un bas-relief sont situés au-dessus de la porte. 
Le mur Nord, comme dit précédemment, suit plus ou moins la même organisation que le mur Sud à l’exception de la présence d’un cinquième contrefort, plus imposant, à l’extrémité droite du mur. 

### Élévation intérieure

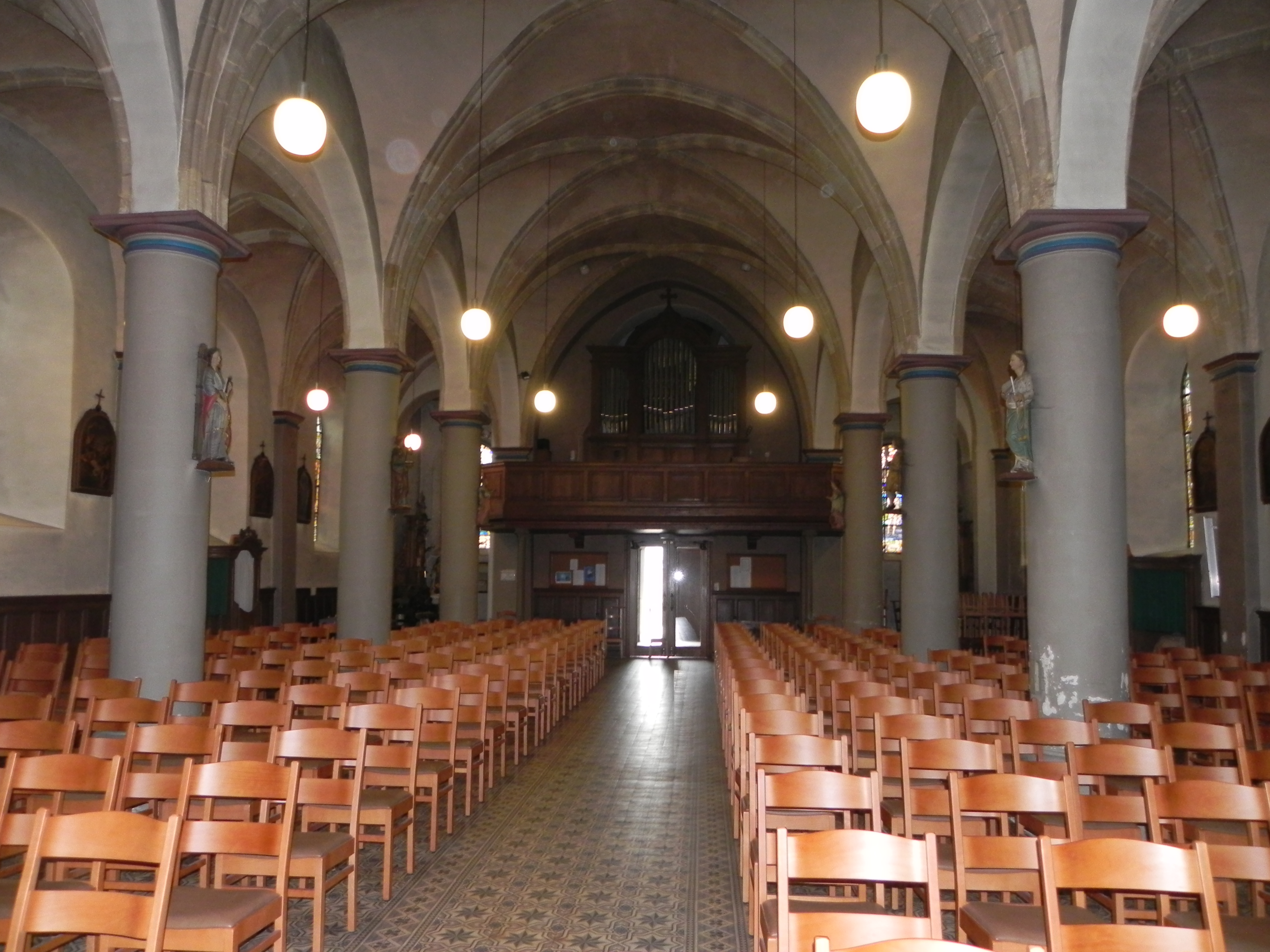
La nef centrale

Comme pour l’extérieur, il n’existe que très peu de renseignements quant à l’apparence intérieure primitive de l’église. Les restaurations subies au fil du temps ont effacé beaucoup de traces. 
Le couvrement intérieur se caractérise par des voûtes sur croisée d’ogive quadripartites dans la nef et les bas-côtés. Les colonnes supportent des arcs formerets et des arcs doubleaux. Les arcs formerets ont une forme particulière : leurs intrados prennent la forme d’un arc cintré tandis que leurs extrados prennent celle d’un arc brisé. Les arcs doubleaux de la nef sont en plein cintre alors que ceux des bas-côtés sont brisés. Le couvrement du chœur aligne deux voûtes sur croisées d’ogives à quatre voutains reposant sur des culots. Le même type de voûte est repris pour la Chapelle des Seigneurs. Les clés de voûtes sont décorées par les armoiries des familles de Barbanson et de Barbanson d’Ongnies qui ont fait ériger la chapelle. La sacristie était aussi voûtée, bien qu’aujourd’hui un faux plafond protège les voûtes en trop mauvais état. Les colonnes qui délimitent les travées sont d’ordre toscan, avec leurs fûts lisses et leurs bases carrées.
Les murs des collatéraux sont ponctués par quatre pilastres reliés aux colonnes par les arcs doubleaux brisés. Il n’y a pas beaucoup d’informations sur l’ornementation de ces murs. Une stèle funéraire, sur la paroi Nord, et une petite niche abritant probablement une statuette, sur le mur Sud, sont les deux seuls éléments encore visibles derrière les lambris.
Les boiseries décorant la partie inférieure des murs du chœur sont ornées de peintures sur bois du Frère Abraham d’Orval. Deux portes en chêne sculptées, de part et d’autre de l’autel, s’ouvrent sur la sacristie. Une baie vitrée dans le mur gauche du chœur permettait aux personnes présentes dans la chapelle de suivre les offices. Une autre petite ouverture avait été pratiquée dans le mur de la Chapelle des Seigneurs, donnant sur la nef cette fois, pour suivre le cortège et surveiller les fidèles.

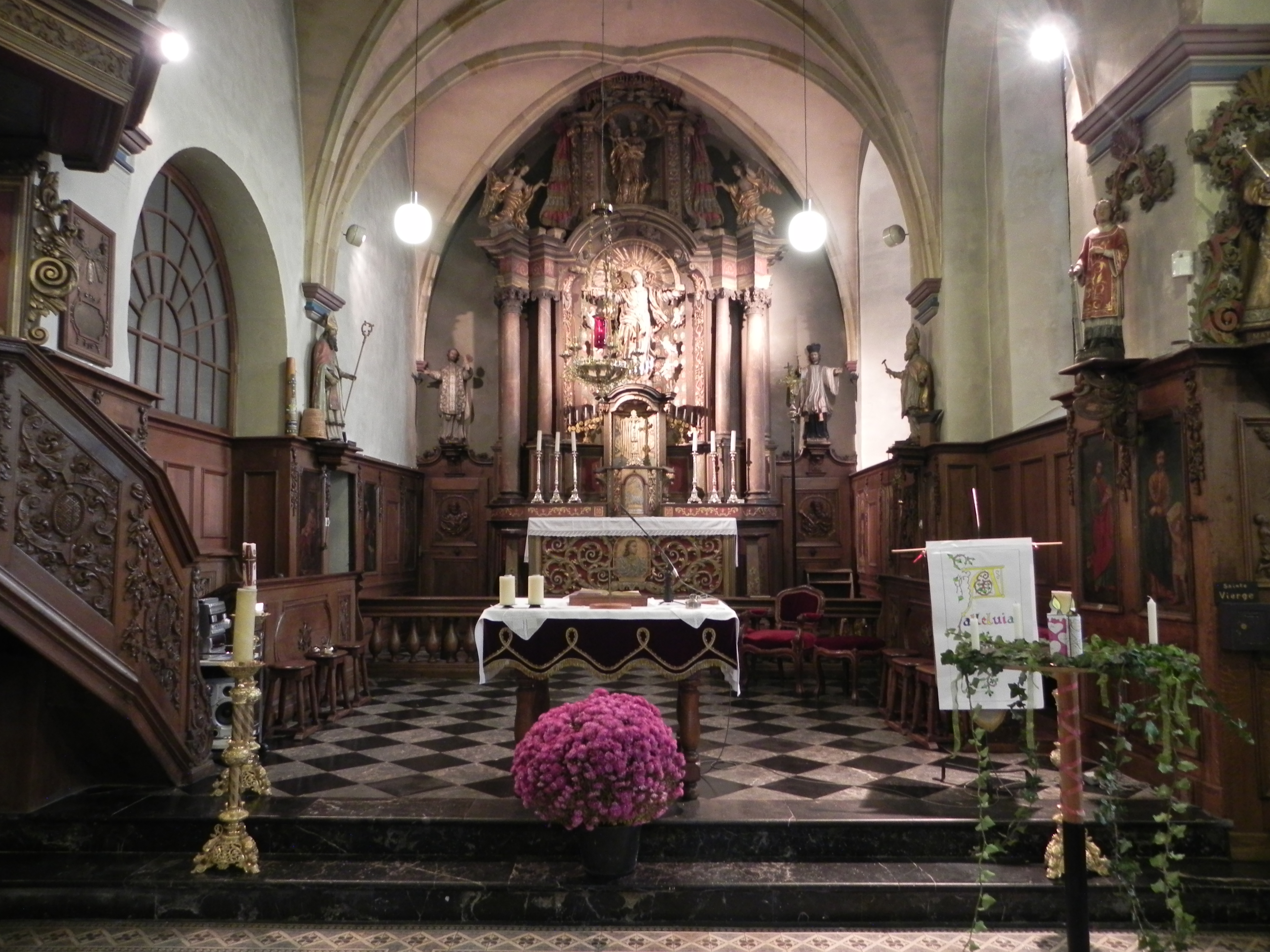
Le chœur

Le sol de la nef centrale et des collatéraux est composé de grandes dalles de pierres de taille. Pour le chœur, un pavement de marbre alternant des carreaux noirs et blancs a été utilisé. Les escaliers sont faits de marbre noir uniquement.

### Style
L’édifice est composé de plusieurs styles par suite de sa construction en plusieurs étapes. L’église est, en grande partie, d’un style que l’on pourrait apparenter au style roman. En effet, sa forme est simple, mettant en relation une nef et un chœur tournés vers l’Orient, pour assurer le minimum liturgique. De plus, les contreforts qui supportent les murs de la nef témoignent de ce style, de même que les fenêtres qui sont surmontées d’arcs en plein cintre.
Cependant, selon le Patrimoine monumental de la Belgique, certains contreforts, comme ceux de la Chapelle des Seigneurs, sont de style néo-gothique. 
La façade, quant à elle, construite à la fin du XIXe siècle, est de style néo-classique.